# Trieri püspökök és érsekek listája
Az alábbi lista a trieri püspököket, érsekeket tartalmazza. A trieri érsek nem csak a Trieri egyházmegye püspöke volt, hanem hivatalánál fogva (ex officio) a Német-római Birodalom választófejedelme, és egyúttal a 898 és 1801 között fennálló Trieri Választófejedelemség uralkodója is.
Mivel az első püspökök sora eléggé kérdéses, püspökségük ideje hiányos, pontatlan, csak az érsekek kerültek megszámozásra.

## Trieri püspökök (130körül –791)
| N | Név                         | Püspök                             | Megjegyzés |
| - | --------------------------- | ---------------------------------- | ---------- |
|   | (Szent) Auspicius           | püspök: 130 körül                  |            |
|   | (Szent) Echarius            | püspök: 250 körül                  |            |
|   | (Szent) Valerius            | püspök: 250 körül                  |            |
|   | (Szent) Maternus            | püspök: 300 körül                  |            |
|   | (Szent) Agritius            | püspök: 314 – †329                 |            |
|   | (Szent) Maximinus           | püspök: 329 – †346                 |            |
|   | (Szent) Paulinus            | püspök: 347 – †358                 |            |
|   | Bonosus                     | püspök: 359 – †373                 |            |
|   | Britto                      | püspök: 373 – †386                 |            |
|   | Félix                       | püspök: 386 – †399                 |            |
|   | Móric                       | püspök: 399 – †407                 |            |
|   | Legontius                   | püspök: 414 – †445                 |            |
|   | Severus                     | püspök: 449 körül                  |            |
|   | Cirill                      | püspök: 450 – †458                 |            |
|   | Jamblichus                  | püspök: 475 körül                  |            |
|   | Emerus                      | püspök: 475/500 körül              |            |
|   | Volusianus                  | püspök: 475/500 körül              |            |
|   | Miletus                     | püspök: 475/500 körül              |            |
|   | Modestus                    | püspök: 500 körül                  |            |
|   | Maximinianus                | püspök: 502 körül                  |            |
|   | Fibicius                    | püspök: 511 – †525                 |            |
|   | Abrunculus                  | püspök: 525 – †526                 |            |
|   | Nicetius                    | püspök: 526 – †566                 |            |
|   | Magnerich                   | püspök: 566 – †586                 |            |
|   | Gunderich                   | püspök: 586 – †614                 |            |
|   | Sabaudus                    | püspök: 614 körül                  |            |
|   | Moduald                     | püspök: 622 – †647                 |            |
|   | Numerianus                  | püspök: 650 – †697                 |            |
|   | Basinus                     | püspök: 705 körül                  |            |
|   | (Szent) Liutwinus (*660 k.) | püspök: 697 – †722. szeptember 29. |            |
|   | Milo                        | püspök: 722 – †762                 |            |
|   | Wiomad                      | püspök: 762 – †791                 |            |

## Trieri érsekek (791–1802)
| N                       | Név                                    | Érsek                                  | Megjegyzés                                     |
| ----------------------- | -------------------------------------- | -------------------------------------- | ---------------------------------------------- |
| [1.]                    | Richbod                                | érsek: 791 – †804. október 1.          | Az első trieri érsek.                          |
| [2.]                    | Wizo                                   | érsek: 804 – †809                      |                                                |
| [3.]                    | Amalarius (*775 k.)                    | érsek: 809 – 814, †841                 |                                                |
| [4.]                    | Hetti                                  | érsek: 814 – †847. május 27.           |                                                |
| [5.]                    | Dietgold                               | érsek: 847 – †868                      |                                                |
| [6.]                    | Berthold                               | érsek: 869 – †883. február 10.         |                                                |
| [7.]                    | Radbod                                 | érsek: 883 – †915. március 30.         | Az első trieri hercegérsek 898-tól             |
| [8.]                    | Ruotger (*880 k.)                      | érsek: 916 – †931. január 27.          |                                                |
| [9.]                    | Ruotbert                               | érsek: 931 – †956. május 19.           |                                                |
| [10.]                   | I. Henrik                              | érsek: 956 – †964. július 3.           |                                                |
| [11.]                   | I. Dietrich                            | érsek: 965 – †977. június 12.          |                                                |
| [12.]                   | Egbert (*950 k.)                       | érsek: 977 – †993. december 8.         | II. Dirk holland gróf fia.                     |
| [13.]                   | Liudolf                                | érsek: 994 – †1008. április 7.         |                                                |
| [14.]                   | Megingaud                              | érsek: 1008 – †1015. december 24.      |                                                |
| [15.]                   | Poppo (*986)                           | érsek: 1016 – †1047. június 16.        | I. Lipót osztrák őrgróf fia.                   |
| [16.]                   | Eberhard (*1010 k.)                    | érsek: 1047 – †1066. április 15.       |                                                |
| [17.]                   | I. Kuno (*1016)                        | érsek: 1066 – †1066. június 1.         |                                                |
| [18.]                   | Udo (*1030/1035 k.)                    | érsek: 1066 – †1078. november 11.      |                                                |
| [19.]                   | Engelbert (*1040 k.)                   | érsek: 1079 – †1101                    |                                                |
| [20.]                   | Brúnó (*1045 k.)                       | érsek: 1102 – †1124. április 25.       |                                                |
| [21.]                   | Gottfried (*1065 k..)                  | érsek: 1124 – †1127                    |                                                |
| [22.]                   | Meginher (*1070 k.)                    | érsek: 1127 – †1130. október 1.        |                                                |
| Interregnum 1130 – 1132 |                                        |                                        |                                                |
| [23.]                   | Albero (*1080 k.)                      | érsek: 1132 – †1152. január 18.        |                                                |
| [24.]                   | Hillin (*1100 k.)                      | érsek: 1152 – †1169. október 23.       |                                                |
| [25.]                   | I. Arnold (*1120 k.)                   | érsek: 1169 – †1183. május 25.         |                                                |
| [26.]                   | Volmar (*1135 k.)                      | érsek: 1183 – †1189                    |                                                |
| [27.]                   | I. János (*1140 k.)                    | érsek: 1190 – †1212. július 15.        |                                                |
| [28.]                   | II. Dietrich (*1170 k.)                | érsek: 1212 – †1242. március 29.       |                                                |
| [29.]                   | II. Arnold (*1190 k.)                  | érsek: 1242 – †1259. november 5.       |                                                |
| [30.]                   | II. Henrik                             | érsek: 1260 – †1286. április 28.       |                                                |
| [31.]                   | I. Bohemund                            | érsek: 1286 – †1299. december 9.       |                                                |
| [32.]                   | Diether (*1250 k.)                     | érsek: 1300 – †1307. november 22.      |                                                |
| [33.]                   | Balduin (*1285 k.)                     | érsek: 1307 – †1354. január 21.        | VII. Henrik német-római császár fivére.        |
| [34.]                   | II. Bohemund                           | érsek: 1354 – 1362, †1367. február 10. | Az első választófejedelem a Aranybulla alapján |
| [35.]                   | II. Kuno (*1320 k.)                    | érsek: 1362 – †1388. május 21.         |                                                |
| [36.]                   | Werner (*1355 k.)                      | érsek: 1388 – †1418. október 4.        |                                                |
| [37.]                   | Ottó (*1380 k.)                        | érsek: 1419 – †1430. február 13.       |                                                |
| [38.]                   | Hrabanus (*1362)                       | érsek: 1430 – †1439. november 4.       |                                                |
| [39.]                   | I. Jakab (*1398)                       | érsek: 1439 – †1456. május 28.         |                                                |
| [40.]                   | II. János (*1434)                      | érsek: 1456 – †1503. február 9.        | I. Jakab badeni őrgróf fia.                    |
| [41.]                   | II. Jakab (*1471. június 6.)           | érsek: 1503 – †1511. április 27.       |                                                |
| [42.]                   | Richárd (*1467)                        | érsek: 1511 – †1531. március 13.       |                                                |
| [43.]                   | III. János (*1492)                     | érsek: 1531 – †1540. július 22.        |                                                |
| [44.]                   | IV. János Lajos (*1492)                | érsek: 1540 – †1547. március 23.       |                                                |
| [45.]                   | V. János (*1507)                       | érsek: 1547 – †1556. február 18.       |                                                |
| [46.]                   | VI. János (*1510)                      | érsek: 1556 – †1567. február 10.       |                                                |
| [47.]                   | III. Jakab (*1510)                     | érsek: 1567 – †1581. június 4.         |                                                |
| [48.]                   | VII. János (*1525)                     | érsek: 1581 – †1599. május 1.          |                                                |
| [49.]                   | Lothár (*1551. augusztus 31.)          | érsek: 1599 – †1623. szeptember 17.    |                                                |
| [50.]                   | Fülöp Kristóf (*1567. december 11.)    | érsek: 1623 – †1652. február 7.        |                                                |
| [51.]                   | Károly Gáspár (*1618. december 18.)    | érsek: 1652 – †1676. június 1.         |                                                |
| [52.]                   | János Hugó (*1634. január 13.)         | érsek: 1676 – †1711. január 6.         |                                                |
| [53.]                   | Károly József (*1680. november 24.)    | érsek: 1711 – †1715. december 4.       | V. Károly lotaringiai herceg fia.              |
| [54.]                   | Ferenc Lajos (*1664. július 24.)       | érsek: 1716 – 1729, †1732. április 6.  | Mainzi érsek: 1729–1732.                       |
| [55.]                   | Ferenc György (*1682. június 15.)      | érsek: 1729 – †1756. január 18.        |                                                |
| [56.]                   | János Fülöp (*1701. május 24.)         | érsek: 1756 – †1768. január 12.        |                                                |
| [57.]                   | Kelemen Vencel (*1739. szeptember 28.) | érsek: 1768 – 1802, †1812. július 27.  | III. Ágost lengyel király fia.                 |

## Trieri püspökök (1802– napjaink)
| N                       | Név                                           | Püspök                                  | Megjegyzés                  |
| ----------------------- | --------------------------------------------- | --------------------------------------- | --------------------------- |
| [1.]                    | Charles Mannay (*1745. október 13.)           | püspök: 1802 – 1816, †1824. december 5. | Már nem érsek, csak püspök. |
| Interregnum 1816 – 1824 |                                               |                                         |                             |
| [2.]                    | Joseph von Hommer (*1760. április 4.)         | püspök: 1824 – †1836. november 11.      |                             |
| Interregnum 1836 – 1842 |                                               |                                         |                             |
| [3.]                    | Wilhelm Arnoldi (*1798. január 4.)            | püspök: 1842 – †1864. január 7.         |                             |
| [4.]                    | Leopold Pelldram (*1811. május 3.)            | püspök: 1865 – †1867. május 3.          |                             |
| [5.]                    | Matthias Eberhard (*1815. november 1.)        | püspök: 1867 – †1876. május 30.         |                             |
| Interregnum 1876 – 1881 |                                               |                                         |                             |
| [6.]                    | Michael Felix Korum (*1840. november 2.)      | püspök: 1881 – †1921. december 4.       |                             |
| [7.]                    | Franz Rudolf Bornewasser (*1866. március 12.) | püspök: 1922 – †1951. december 20.      |                             |
| [8.]                    | Matthias Wehr (*1892. március 6.)             | püspök: 1951 – 1966, †1967. november 6. |                             |
| [9.]                    | Bernhard Stein (*1904. szeptember 5.)         | püspök: 1967 – 1980, †1993. február 20. |                             |
| [10.]                   | Hermann Josef Spital (*1925. december 31.)    | püspök: 1981 – 2001, †2007. január 10.  |                             |
| [11.]                   | Reinhard Marx (*1953. szeptember 21.)         | püspök: 2002 – 2008, él                 |                             |
| [12.]                   | Stephan Ackermann (*1963. március 20.)        | püspök: 2009 – napjaink                 |                             |

## Fordítás
- Ez a szócikk részben vagy egészben  a   Liste der Bischöfe von Trier című német Wikipédia-szócikk fordításán alapul.  Az eredeti cikk szerkesztőit annak laptörténete sorolja fel. Ez a jelzés csupán a megfogalmazás eredetét és a szerzői jogokat jelzi, nem szolgál a cikkben szereplő információk forrásmegjelöléseként.